# Hsunycteris
Hsunycteris is een geslacht van zoogdieren uit de familie van de bladneusvleermuizen van de Nieuwe Wereld (Phyllostomidae). De wetenschappelijke naam van het geslacht werd in 2014 gepubliceerd door Parlos, Timm, Swier, Zeballos & Baker.

## Soorten
Er worden 4 soorten in dit geslacht geplaatst:
- Hsunycteris cadenai (Woodman & Timm, 2006)
- Hsunycteris dashe Velazco, Soto-Centeno, Fleck, Voss, & Simmons, 2017
- Hsunycteris pattoni (Woodman & Timm, 2006)
- Hsunycteris thomasi (J. A. Allen, 1904)